# MHC-I vazebný komplex pro peptidy

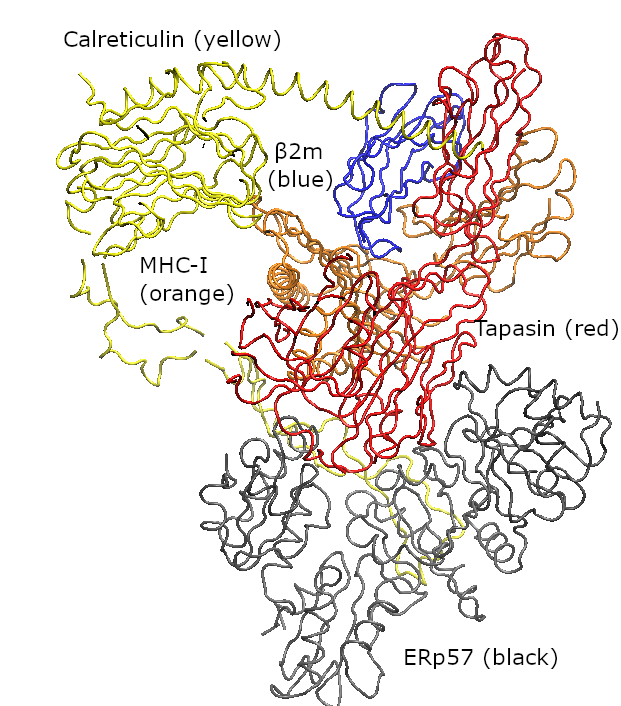
Struktura PLC

MHC-I vazebný komplex pro peptidy (PLC – z anglického peptide-loading complex) je vícepodjednotkový komplex nacházející se na endoplazmatickém retikulu, který se skládá se z pěti podjednotek: transportér spojený se zpracováním antigenu (TAP, z anglického Transporter associated with antigen processing), oxidoreduktázy ERp57, chaperonů tapasinu a kalretikulinu a MHC-I heterodimeru (skládá se z α podjednotky a β2-mikroglobulinu). Účelem PLC je přenos peptidů z cytosolu do endoplazmatického retikula a jeho upravení pro vystavení na plazmatické membráně spolu v komplexu na MHC-I. Na povrchu buňky tento komplex klasicky rozeznávají CD8+ T lymfocyty.

## TAP
TAP je transportér složený ze dvou proteinů TAP1 a TAP2, které jsou z rodiny ABC transportéru. Funkcí tohoto transportéru je přenos peptidů z cytosolu do lumen endoplazmatického retikula, jež se pak mohou vázat na MHC-I.  Geny pro TAP1 a TAP2 se nacházejí na MHC-II lokusu, přičemž TAP1 se nachází v šesti alelách a TAP2 v pěti alelách. Každá polovina transportéru má svojí transmembránovou a cytosolickou část. Cytosolická část se nazývá nukleotidy vážící doména (z anglického nucleotide-binding domain), jež je zodpovědná za vazbu ATP, díky kterému je možný přenos peptidů. Při fyziologických podmínkách je TAP schopen přenést více než 20 000 peptidů za minutu. 

## ERp57
ERp57 je isomeráza disulfidických můstků, která tvoří s proteinem tapasin heterodimer v lumen endoplazmatického retikula. Vazba ERp57 na tapasin je zprostředkovaná cysteinem 57 na ERp57 a cysteinem 95 na tapasinu, jež vytváří nekovalentně spojený, ale přesto stabilní, heterodimer. Tento heterodimer přispívá k sestavení a stabilitě PLC komplexu a stabilizuje MHC I, který nemá navázaný žádný peptid. Za zmínku stojí dodat, že kromě funkce v PLC, je zapojena i do dalších dějů v buňce. 

## Tapasin
Jak již výše bylo zmíněno, tak tapasin tvoří heterodimer spolu s ERp57. Plně složený MHC-I se váže na tapasin a tím i nepřímo na TAP transportér.  Samostatně má velikost 48 kDa a je zanořený v membráně endoplazmatického retikula. Po stimulaci buňky interferonem γ dochází k jeho zvýšenému přepisu z genu nacházejícího se u lidí na krátkém raménku 6. chromozomu. 

## Kalretikulin
Kalretikulin je rozpustný protein z rodiny chaperonů, který váže vápníkové ionty pomocí vysokoafinitního místa v globulární doméně. V komplexu PLC pomáhá MHC-I a tapsinu se správně složit a udržet stabilitu těchto proteinů. Ukázalo se, že pokud v buňce je nedostatek kalretikulinu, tak se MHC-I váže s nízkou účinností na PLC a dochází k rychlejšímu odbavování špatně složených MHC-I na plazmatickou membránu, ale též i k rychlejšímu přesunu vystavených MHC-I molekul do endozomu a lysozomu. Nedochází totiž k přesunu MHC-I komplexu do cis-Golgi, protože k tomu je potřebná KDEL sekvence z kalretikulinu. Kromě funkce v PLC se kalretikulin podílí na fagocytóze buňky a to pokud dojde k jeho vystavení na buněčném povrchu. 

## MHC-I

Schematické znázornění MHC-I

MHC-I je komplex skládající se ze tří těžkých řetězců (alfa podjednotky) a jednoho lehkého řetězce (β-mikroglobulin). Jeho úkolem je na plazmatické membráně vystavovat peptidy převážně o délce 8 až 10 aminokyselin, které pocházejí z buňky, popřípadě, skrze jev zvaný zkřížená prezentace, vystavovat peptidy pohlcené buňkou. Klasicky se peptidy vážou na MHC v endoplazmatickém retikulu díky PLC. 
Když se dostanou alfa podjednotky do endoplazmatického retikula, tak se naváží na protein kalnexin, který je podobný kalretikulinu. Po navázání β-mikroglobulinu dochází k opuštění kalnexinu a vazbě na PLC, kde se může navázat peptid, jež bude vystavený na povrchu MHC-I. 